# Danylo Konovalov
Danylo Viacheslavovych Konovalov (in ucraino Данило В'ячеславович Коновалов?; Mykolaiv, 18 aprile 2003) è un tuffatore ucraino.

## Biografia
Ha fatto la sua prima apparizione internazionale nelle competizioni seniores ai mondiali di Budapest 2022, dove si è classificato cinquantesimo nel trampolino dei 3 metri.
Ha fatto parte della squadra ucraina agli europei di Roma 2022, in cui si è classificato 10º nella finale del trampolino 1 metro, e 6º nel dai 3 metri. Nella squadra mista ha vinto la medaglia d'argento con i connazionali Ksenija Bajlo, Kirill Boliuch e Viktorija Kesar.
Ai III Giochi europei di Rzeszów 2003 si è laureato campione continentale nel sincro 3 metri, in coppia con Oleh Kolodij, e nella squadra mista, con Ksenija Bajlo, Hanna Pys'mens'ka e Oleksij Sereda. Le vittorie gli ha attribuito anche il titolo di campione europei di tuffi, essendo il campionato integrato nei Giochi europei. Nel trampolino 1 m si è piazzato al 9º posto, mentre dai 3 m 12º.
Ai mondiali di Fukuoka 2023 ha ottenuto l'11º posto nella finale del trampolino 1 m e il 38º nel trampolino 3 m, dopo esse stato eliminato nel preliminare. Nel sincro 3 m, al finaco di Oleh Kolodij, è stato eliminato con il 21º punteggio nel preliminare.

## Palmarès
| Anno | Manifestazione | Sede     | Evento         | Risultato | Prestazione | Note |
| ---- | -------------- | -------- | -------------- | --------- | ----------- | ---- |
| 2022 | Mondiali       | Budapest | Trampolino 3 m | 50º       | 260,65 p.   |      |
| 2022 | Europei        | Roma     | Trampolino 1 m | 10º       | 332,80 p.   |      |
| 2022 | Europei        | Roma     | Trampolino 3 m | 6º        | 368,30 p.   |      |
| 2022 | Europei        | Roma     | Squadra mista  | Argento   | 399,05 p.   |      |
| 2023 | Giochi europei | Rzeszów  | Trampolino 1 m | 9º        | 375,60 p.   |      |
| 2023 | Giochi europei | Rzeszów  | Trampolino 3 m | 12º       | 371,60 p.   |      |
| 2023 | Giochi europei | Rzeszów  | Sincro 3 m     | Oro       | 410,16 p.   |      |
| 2023 | Giochi europei | Rzeszów  | Squadra mista  | Oro       | 438,30 p.   |      |
| 2023 | Mondiali       | Fukuoka  | Trampolino 1 m | 11º       | 354,15 p.   |      |
| 2023 | Mondiali       | Fukuoka  | Trampolino 3 m | 38º       | 344,45 p.   |      |
| 2023 | Mondiali       | Fukuoka  | Sincro 3 m     | 21º       | 325,23 p.   |      |
| 2025 | Europei        | Antalya  | Trampolino 1 m | Bronzo    | 390,55 p.   |      |